# Ахкинчу-Борзой
Ахкинчу́-Борзо́й (чечен. Аьхкинчу-Борзе) — село в Курчалоевском районе Чеченской Республики. Является административным центром Ахкинчу-Борзойского сельского поселения.

## География
Село расположено в живописной горной местности на левом берегу реки Гумс, в 15 км к юго-востоку от районного центра — Курчалой и в 57 км к юго-востоку от города Грозный.
Ближайшие населённые пункты: на севере — село Джигурты, на востоке — село Гансолчу, на юге — село Ялхой-Мохк и на юго-западе — село Хиди-Хутор.

## История

### В древности
В 1972 году у села Ахкинчу-Барзой был обнаружен древний могильник, раскопками которого руководили Виноградов и Дударев. Могильник датируется X—VIII веками до нашей эры и относится к памятникам кобанской культуры.
На территории восточной части Чечни имеется группа из 9 катакомбных могильников, средико которых могильник данного селения, дотируемый VIII—IX веками.

### XX—XXI века
В 1944 году в после депортации чеченцев и ингушей и упразднения Чечено-Ингушской АССР, село Ахккинчи-Барс был переименован в Ново-Ритляб и заселён аварцами из села Ритляб.
После восстановления Чечено-Ингушской АССР, в 1958 году населённому пункту было возвращено его прежнее название — Ахкинчу-Борзой.
12 января 2002 года при проведении спецоперации, в селе военнослужащими был убит Салман Басаев — отец международного террориста Шамиля Басаева.

## Население
| 1990  | 2002  | 2010  | 2012  | 2013  | 2014  | 2015  |
| ----- | ----- | ----- | ----- | ----- | ----- | ----- |
| 858   | ↗1282 | ↗1889 | ↗1914 | ↗1964 | ↗1986 | ↗2001 |
| 2016  | 2017  | 2018  | 2019  | 2020  | 2021  | 2023  |
| ↘1998 | ↗2012 | ↗2035 | ↗2046 | ↗2059 | ↘1445 | ↗1460 |
| 2024  |       |       |       |       |       |       |
| ↗1526 |       |       |       |       |       |       |

Национальный состав
По данным Всероссийской переписи населения 2010 года:
| Народ   | Численность, чел. | Доля от всего населения, % |
| ------- | ----------------- | -------------------------- |
| чеченцы | 1887              | 99,89 %                    |
| другие  | 2                 | 0,11 %                     |
| всего   | 1 889             | 100,00 %                   |

## Образование
- Ахкинчу-Борзоевская муниципальная средняя общеобразовательная школа[27].

## Галерея

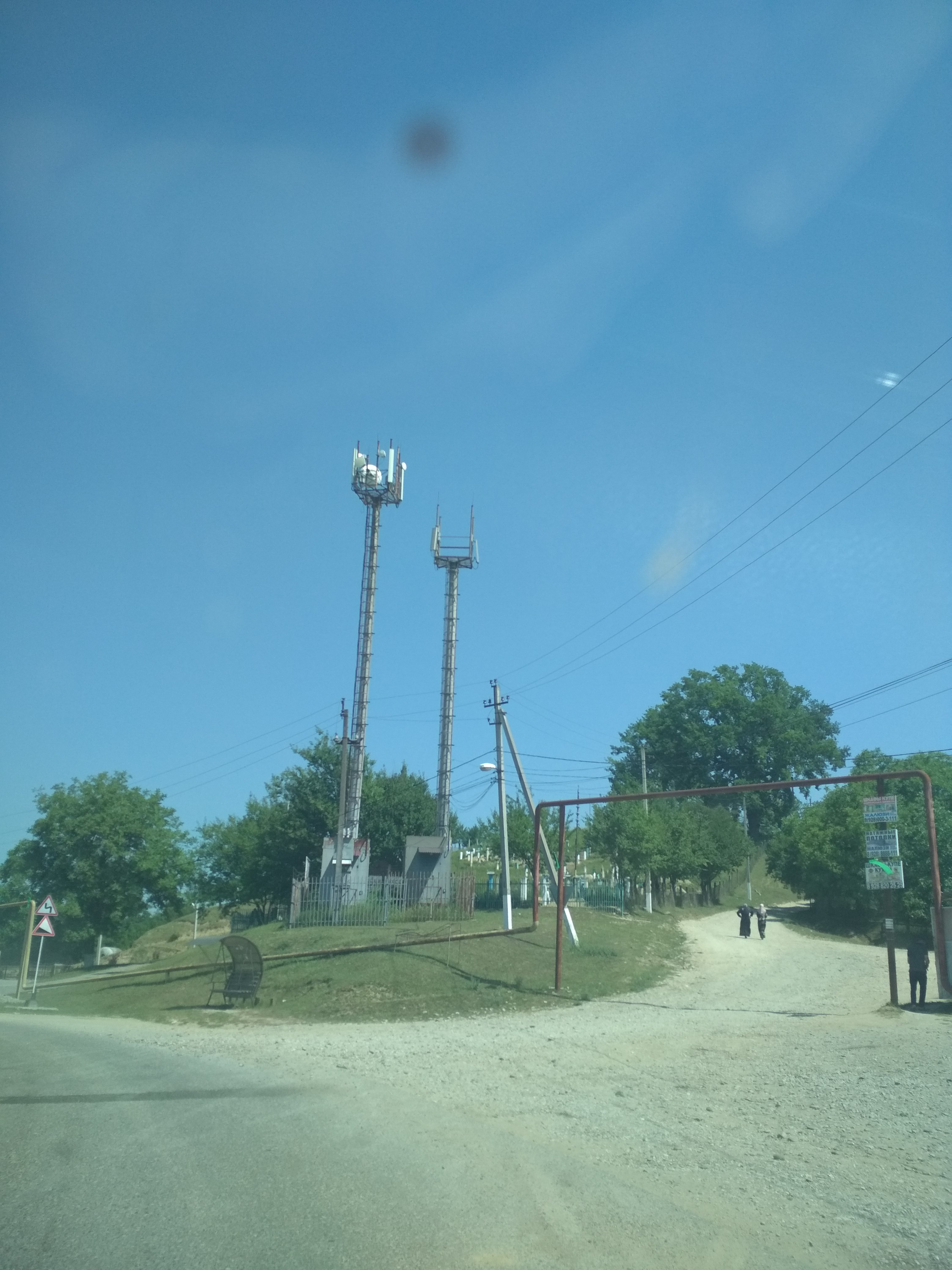
Ахкинчу-Барзое
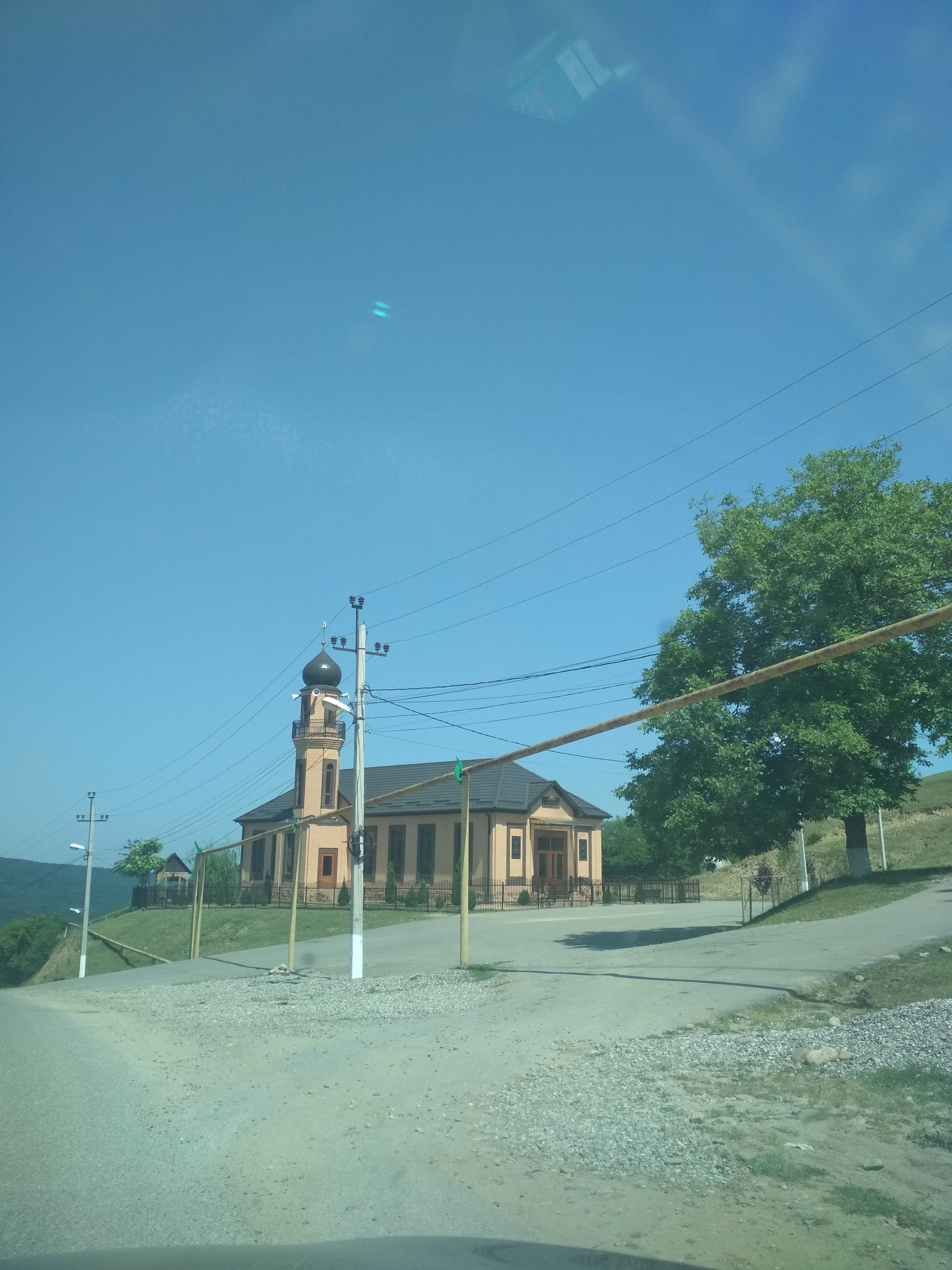
Мечеть
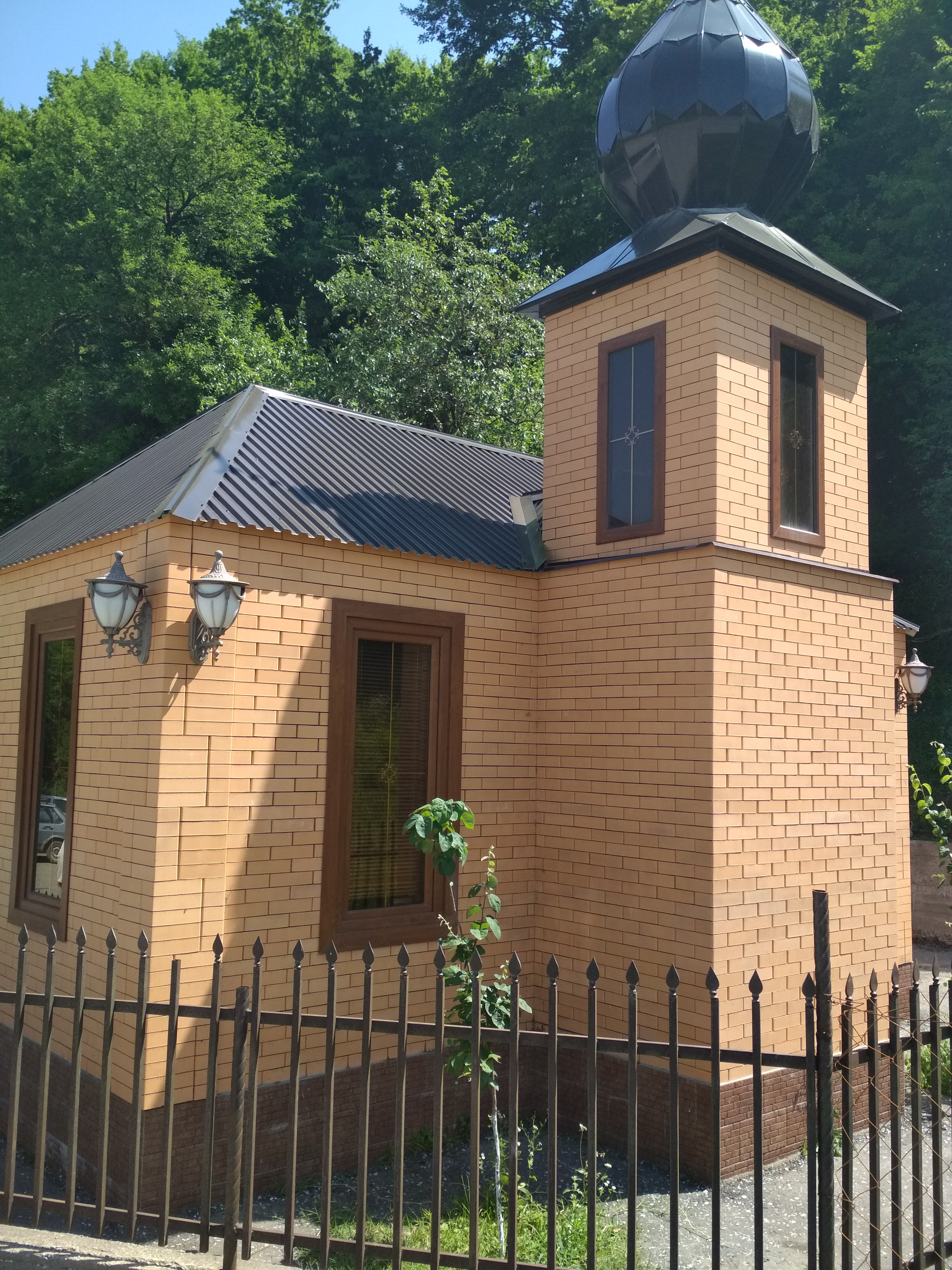
Придорожная мечеть по дороге в Ахкинчу-Барзой
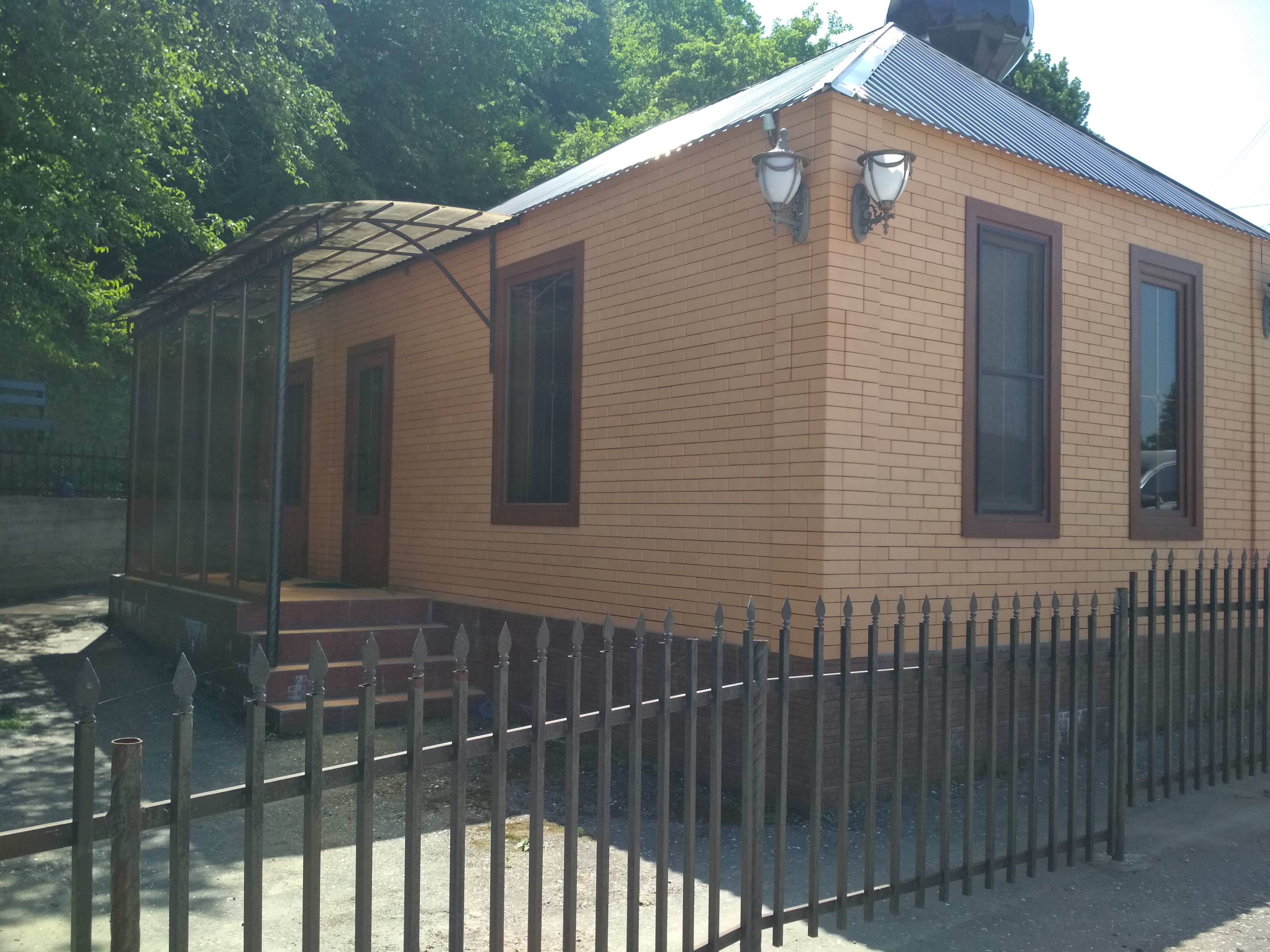
Придорожная мечеть по дороге в Ахкинчу-Барзой (с другой стороны)
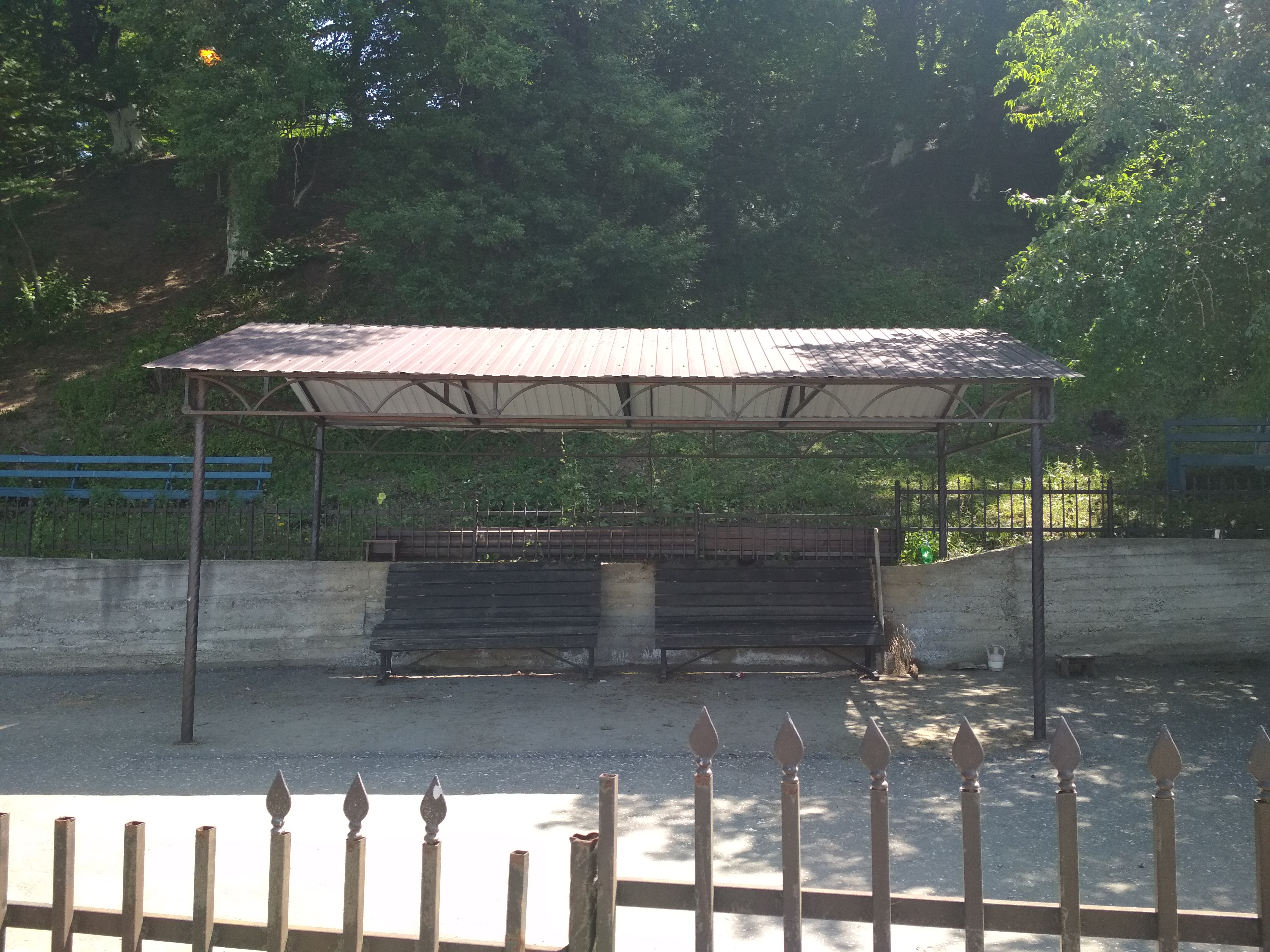
Место отдыха путников по дороге в Ахкинчу-Барзой